# Lekkoatletyka na Letnich Igrzyskach Olimpijskich 1980 – bieg na 200 m kobiet
Bieg na 200 metrów kobiet podczas XXII Letnich Igrzysk Olimpijskich w Moskwie rozegrano 28 (eliminacje i ćwierćfinały) i 30 lipca 1980 (półfinały i finał) na Stadionie Łużniki. Zwyciężczynią została reprezentantka Niemieckiej Republiki Demokratycznej Bärbel Wöckel, która tym samym obroniła tytuł zdobyty cztery lata wcześniej w Montrealu. W finale ustanowiła rekord olimpijski uzyskując czas 22,03 s.

## Rekordy

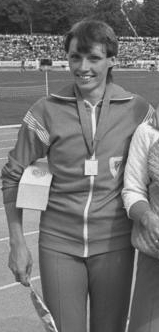
Bärbel Wöckel

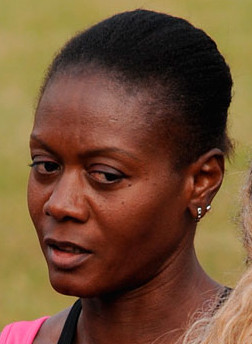
Merlene Ottey

|                   | Zawodniczka   | Narodowość | Czas  | Data                 | Miejsce         |
| ----------------- | ------------- | ---------- | ----- | -------------------- | --------------- |
| Rekord świata     | Marita Koch   | NRD        | 21,71 | 10 czerwca 1979(dts) | Karl-Marx-Stadt |
| Rekord olimpijski | Bärbel Eckert | NRD        | 22,37 | 28 lipca 1976(dts)   | Montreal        |

## Wyniki
| Poz. - pozycja |
| – rekord świata \| – rekord krajowy \| – rekord życiowy \| = – wyrównany rekord życiowy \| · – najlepszy wynik w sezonie \| = – wyrównany najlepszy wynik w sezonie \| – rekord olimpijski |
| Fn – falstart \| DNF – nie ukończył \| DNS – nie wystartował \| DSQ – zdyskwalifikowany |

### Eliminacje
Rozegrano sześć biegów eliminacyjnych. Do ćwierćfinałów awansowały po trzy najlepsze zawodniczki z każdego biegu (Q) oraz sześć z najlepszymi czasami spośród pozostałych (q).

#### Bieg 1
Wiatr: +0,92 m/s
| Poz. | Zawodniczka           | Narodowość   | Rezultat | Uwagi |
| ---- | --------------------- | ------------ | -------- | ----- |
| 1    | Romy Müller           | NRD          | 23,11    | Q     |
| 2    | Lilana Panajotowa     | Bułgaria     | 23,17    | Q     |
| 3    | Rufina Ubah           | Nigeria      | 23,36    | Q     |
| 4    | Brigitte Senglaub     | Szwajcaria   | 23,62    | q     |
| 5    | Eugenia Osho-Williams | Sierra Leone | 25,87    |       |
| –    | Helinä Laihorinne     | Finlandia    | DNS      |       |
| –    | Debbie Wells          | Australia    | DNS      |       |

#### Bieg 2
Wiatr: +0,94 m/s
| Poz. | Zawodniczka         | Narodowość | Rezultat | Uwagi |
| ---- | ------------------- | ---------- | -------- | ----- |
| 1    | Jacqueline Pusey    | Jamajka    | 23,39    | Q     |
| 2    | Chantal Réga        | Francja    | 23,49    | Q     |
| 3    | Karin Verguts       | Belgia     | 23,89    | Q     |
| 4    | Carmela Bolívar     | Peru       | 25,33    |       |
| 5    | Trần Thị Ngọc Anh   | Wietnam    | 26,83    |       |
| –    | Karoline Käfer      | Austria    | DNS      |       |
| –    | Ludmiła Kondratjewa | ZSRR       | DNS      |       |

#### Bieg 3
Wiatr: +0,11 m/s
| Poz. | Zawodniczka     | Narodowość      | Rezultat | Uwagi |
| ---- | --------------- | --------------- | -------- | ----- |
| 1    | Natalja Boczina | ZSRR            | 23,28    | Q     |
| 2    | Sonia Lannaman  | Wielka Brytania | 23,55    | Q     |
| 3    | Irén Orosz      | Węgry           | 23,69    | Q     |
| 4    | Marisa Masullo  | Włochy          | 24,00    | q     |
| 5    | Mosi Alli       | Tanzania        | 24,99    |       |
| 6    | Estella Meheux  | Sierra Leone    | 26,77    |       |

#### Bieg 4
Wiatr: +0,11 m/s
| Poz. | Zawodniczka          | Narodowość      | Rezultat | Uwagi |
| ---- | -------------------- | --------------- | -------- | ----- |
| 1    | Beverley Goddard     | Wielka Brytania | 23,35    | Q     |
| 2    | Denise Boyd          | Australia       | 23,36    | Q     |
| 3    | Raymonde Naigre      | Francja         | 23,50    | Q     |
| 4    | Elżbieta Stachurska  | Polska          | 23,58    | q     |
| 5    | Lea Alaerts          | Belgia          | 24,51    |       |
| 6    | Boualong Boungnavong | Laos            | 30,42    |       |
| –    | Xiomara Larios       | Nikaragua       | DNS      |       |

#### Bieg 5
Wiatr: +0,27 m/s
| Poz. | Zawodniczka           | Narodowość     | Rezultat | Uwagi |
| ---- | --------------------- | -------------- | -------- | ----- |
| 1    | Ludmiła Masłakowa     | ZSRR           | 23,49    | Q     |
| 2    | Bärbel Wöckel         | NRD            | 23,55    | Q     |
| 3    | Linda Haglund         | Szwecja        | 23,85    | Q     |
| 4    | Nzaeli Kyomo          | Tanzania       | 24,22    | q     |
| 5    | Ruth Enang Mesode     | Kamerun        | 25,46    |       |
| 6    | Bessey de Létourdie   | Seszele        | 26,91    |       |
| –    | Jarmila Kratochvílová | Czechosłowacja | DNS      |       |

#### Bieg 6
Wiatr: +0,18 m/s
| Poz. | Zawodniczka      | Narodowość      | Rezultat | Uwagi |
| ---- | ---------------- | --------------- | -------- | ----- |
| 1    | Merlene Ottey    | Jamajka         | 22,70    | Q     |
| 2    | Kathy Smallwood  | Wielka Brytania | 23,15    | Q     |
| 3    | Galina Penkowa   | Bułgaria        | 23,35    | Q     |
| 4    | Els Vader        | Holandia        | 23,50    | q     |
| 5    | Françoise Damado | Senegal         | 24,45    | q     |
| 6    | Nicoleta Lia     | Rumunia         | 24,54    |       |
| 7    | P. T. Usha       | Indie           | 25,16    |       |

### Ćwierćfinały
Rozegrano trzy biegi ćwierćfinałowe. Do półfinałów awansowało po pięć najlepszych zawodniczek z każdego biegu oraz jedna z najlepszym czasem spośród pozostałych.

#### Bieg 1
Wiatr: +0,04 m/s
| Poz. | Zawodniczka       | Narodowość      | Rezultat | Uwagi |
| ---- | ----------------- | --------------- | -------- | ----- |
| 1    | Kathy Smallwood   | Wielka Brytania | 22,95    | Q     |
| 2    | Ludmiła Masłakowa | ZSRR            | 23,24    | Q     |
| 3    | Lilana Panajotowa | Bułgaria        | 23,29    | Q     |
| 4    | Jacqueline Pusey  | Jamajka         | 23,35    | Q     |
| 5    | Els Vader         | Holandia        | 23,67    | Q     |
| 6    | Irén Orosz        | Węgry           | 23,68    |       |
| 7    | Karin Verguts     | Belgia          | 24,00    |       |
| 8    | Françoise Damado  | Senegal         | 24,80    |       |

#### Bieg 2
Wiatr: +0,07 m/s
| Poz. | Zawodniczka       | Narodowość      | Rezultat | Uwagi |
| ---- | ----------------- | --------------- | -------- | ----- |
| 1    | Merlene Ottey     | Jamajka         | 22,82    | Q     |
| 2    | Bärbel Wöckel     | NRD             | 23,86    | Q     |
| 3    | Beverley Goddard  | Wielka Brytania | 22,97    | Q     |
| 4    | Chantal Réga      | Francja         | 23,29    | Q     |
| 5    | Galina Penkowa    | Bułgaria        | 23,37    | Q     |
| 6    | Rufina Ubah       | Nigeria         | 23,55    |       |
| 7    | Marisa Masullo    | Włochy          | 23,74    |       |
| 8    | Brigitte Senglaub | Szwajcaria      | 23,84    |       |

#### Bieg 3
Wiatr: +0,88 m/s
| Poz. | Zawodniczka         | Narodowość      | Rezultat | Uwagi |
| ---- | ------------------- | --------------- | -------- | ----- |
| 1    | Natalja Boczina     | ZSRR            | 22,26    | Q,    |
| 2    | Romy Müller         | NRD             | 22,55    | Q     |
| 3    | Sonia Lannaman      | Wielka Brytania | 22,84    | Q     |
| 4    | Linda Haglund       | Szwecja         | 22,90    | Q     |
| 5    | Denise Boyd         | Australia       | 23,91    | Q     |
| 6    | Raymonde Naigre     | Francja         | 23,10    | q     |
| 7    | Elżbieta Stachurska | Polska          | 23,11    |       |
| 8    | Nzaeli Kyomo        | Tanzania        | 24,59    |       |

### Półfinały
Rozegrano dwa biegi półfinałowe. Do finału awansowały po cztery najlepsze zawodniczki z każdego biegu.

#### Bieg 1
Wiatr: +0,87 m/s
| Poz. | Zawodniczka       | Narodowość      | Rezultat | Uwagi |
| ---- | ----------------- | --------------- | -------- | ----- |
| 1    | Merlene Ottey     | Jamajka         | 22,32    | Q,    |
| 2    | Bärbel Wöckel     | NRD             | 22,54    | Q     |
| 3    | Kathy Smallwood   | Wielka Brytania | 22,65    | Q     |
| 4    | Beverley Goddard  | Wielka Brytania | 22,73    | Q     |
| 5    | Chantal Réga      | Francja         | 22,87    |       |
| 6    | Linda Haglund     | Szwecja         | 23,11    |       |
| 7    | Ludmiła Masłakowa | ZSRR            | 23,27    |       |
| 8    | Galina Penkowa    | Bułgaria        | 23,27    |       |

#### Bieg 2
Wiatr: +0,98 m/s
| Poz. | Zawodniczka       | Narodowość      | Rezultat | Uwagi |
| ---- | ----------------- | --------------- | -------- | ----- |
| 1    | Romy Müller       | NRD             | 22,72    | Q     |
| 2    | Natalja Boczina   | ZSRR            | 22,75    | Q     |
| 3    | Denise Boyd       | Australia       | 22,80    | Q     |
| 4    | Sonia Lannaman    | Wielka Brytania | 22,82    | Q     |
| 5    | Jacqueline Pusey  | Jamajka         | 22,90    |       |
| 6    | Lilana Panajotowa | Bułgaria        | 23,07    |       |
| 7    | Raymonde Naigre   | Francja         | 23,18    |       |
| 8    | Els Vader         | Holandia        | 23,44    |       |

### Finał
Wiatr: +1,46 m/s
| Poz. | Zawodniczka      | Narodowość      | Rezultat | Uwagi |
| ---- | ---------------- | --------------- | -------- | ----- |
| 1    | Bärbel Wöckel    | NRD             | 23,03    | [ 1 ] |
| 2    | Natalja Boczina  | ZSRR            | 22,19    | [ 3 ] |
| 3    | Merlene Ottey    | Jamajka         | 22,20    | [ 4 ] |
| 4    | Romy Müller      | NRD             | 22,47    |       |
| 5    | Kathy Smallwood  | Wielka Brytania | 22,61    |       |
| 6    | Beverley Goddard | Wielka Brytania | 22,72    |       |
| 7    | Denise Boyd      | Australia       | 22,76    |       |
| 8    | Sonia Lannaman   | Wielka Brytania | 22,80    |       |